# توري كريغ
توري كريغ (بالإنجليزية: Torrey Craig)‏ مواليد 19 ديسمبر 1990 في كولومبيا، هو لاعب كرة سلة أمريكي. بدأ مسيرته الاحترافية في سنة 2014. يحمل الرقم 1. يبلغ طوله 6 قدم 6 بوصة (2.0 م).

## المسيرة الاحترافية
لعب مع كيرنز تيبانز في الدوري الأسترالي من سنة 2014 إلى 2016، ثم لعب مع ويلينغتون ساينتس في موسم 2015–2016، ثم لعب مع بريزبن بولتز في الدوري الأسترالي في سنة 2016.

## روابط خارجية
- توري كريغ على موقع إن بي أي (الإنجليزية)
- توري كريغ على موقع سبورتس رفرنس (الإنجليزية)
- توري كريغ على موقع كرة السلة الأوروبية.كوم (الإنجليزية)
- توري كريغ على موقع إي إس بي إن.كوم (الإنجليزية)
- توري كريغ على موقع كلية كرة السلة في سبورتس رفرنس.كوم (الإنجليزية)
- توري كريغ على موقع ريلجم (الإنجليزية)
- توري كريغ على موقع بروبوليرز (الإنجليزية)
- توري كريغ على موقع سبورتس رفرنس (الإنجليزية)
- توري كريغ على موقع سبورتس رفرنس (الإنجليزية)